# Константіна (Севілья)
Константіна (ісп. Constantina) — місто й однойменний муніципалітет в Іспанії, у складі автономної спільноти Андалусія, у провінції Севілья. Населення — 6586 осіб (2010).
Муніципалітет розташований на відстані близько 330 км на південний захід від Мадрида, 65 км на північний схід від Севільї.
На території муніципалітету розташовані такі населені пункти: (дані про населення за 2010 рік)
- Лас-Бальтротас: 33 особи
- Лас-Карретерас: 18 осіб
- Константіна: 6349 осіб
- Фуенте-Ель-Негро: 48 осіб
- Фуенте-Рейна: 33 особи
- Робледо-В'єхо: 72 особи
- Каньяда-де-ла-Хара: 33 особи

## Демографія
Динаміка населення (INE ):

## Галерея зображень

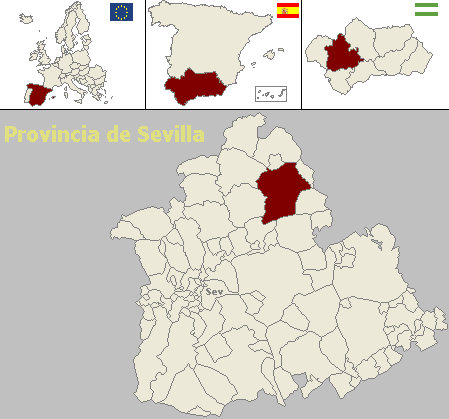
Розташування муніципалітету Константіна у провінції Севілья
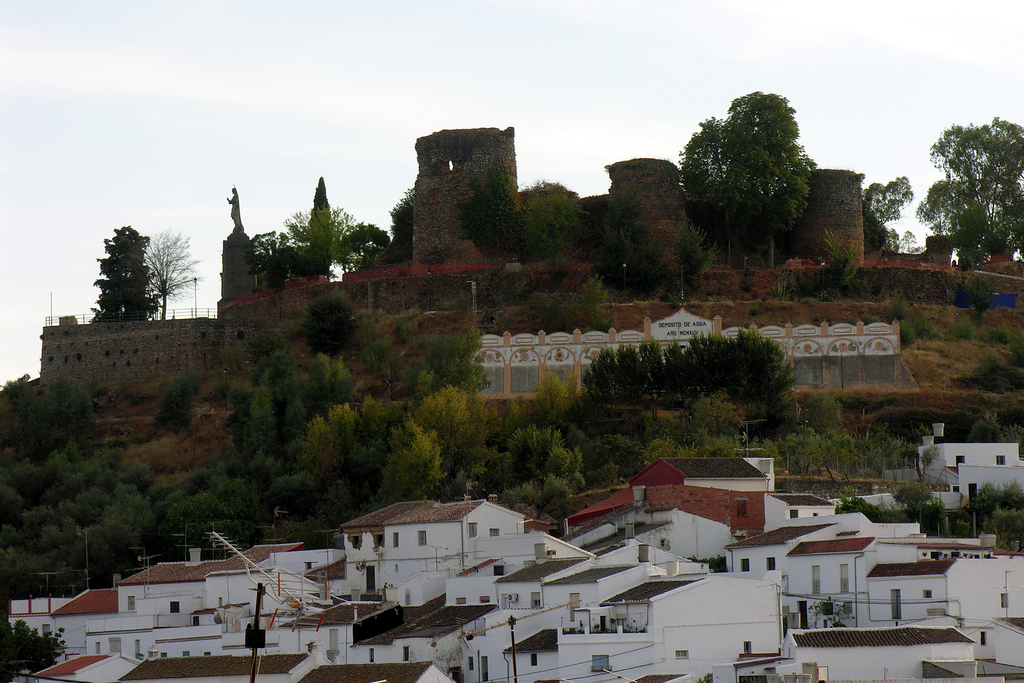
Замок у Константіні
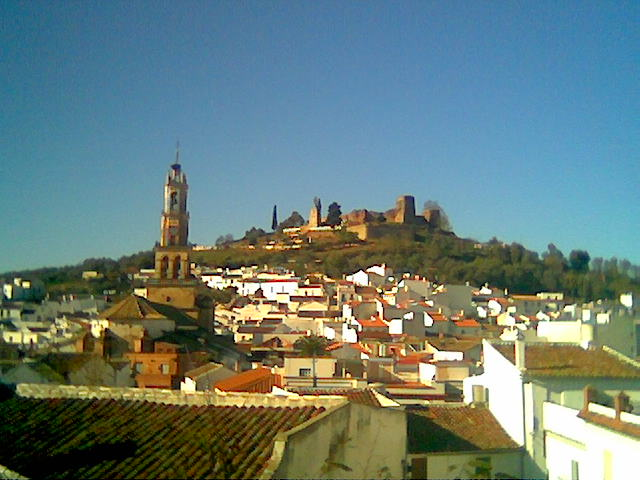
Константіна